# 张飙 (外交官)
张飙（？—），男，中华人民共和国外交官，现任中华人民共和国驻爱丁堡总领事。

## 生平
张飙曾任驻坦桑尼亚大使馆政务参赞、首席馆员。2016年，任驻厄立特里亚大使馆政务参赞、首席馆员。2023年4月，出任中华人民共和国驻爱丁堡总领事。